# 宇宙原理
宇宙原理（うちゅうげんり、cosmological principle）とは、「大きなスケールで見れば、宇宙は一様かつ等方である」という主張である。分かりやすく言うと「宇宙には特別な場所は存在しない」と言い換えることができる。
宇宙を観測することで、ビッグバン以降どのぐらいの時間が経過しているのかを知ることは出来るかもしれないが、観測者が宇宙の中でどの地点にいるのかを知ることはできないという意味である。ここで言う「場所」「地点」とは3次元空間での位置を指す。よって宇宙原理では時間的な一様性までは要請しない。この仮定は簡単ながら非常に強力で、この前提に立てば、宇宙モデルを考える際にはロバートソン・ウォーカー計量に従うタイプの宇宙のみを考えれば十分であることが分かる。
もちろん、小さなスケール長で見れば宇宙は一様でも等方でもなく、大規模構造や銀河団、銀河といった様々な天体からなる構造が存在する。現在の観測では、ハッブル半径（約100億光年）程度のスケールで平均化してみると、我々の宇宙のある地点での物質密度は平均密度からおよそ1/100程度のゆらぎがあるとされている。
しかし宇宙全体の大きさは不明であり、そこに存在する物質の配置が無限に続いているかどうかは不明である。仮に宇宙空間が無限だったとしても、物質まで無限かどうかは推定できない。